# Brankovics Irén albán fejedelemné
Brankovics Irén (1450 körül – Nápolyi Királyság, 1514 után), olaszul: Irene Brankovich, Signora di Croia, Duchessa di San Pietro in Galatina, albánul: Jerina Branković, Princesha e Shqipërisë, szerbül: Јерина/Ирина Бранковић, latinul: Irene Serbiae, szerb deszpina, albán fejedelemné, San Pietro in Galatina hercegnéje. II. Manuél bizánci császár dédunokája, Kasztrióta György albán fejedelem menye és II. (Brankovics) Lázár szerb despota lánya, I. Sarolta ciprusi királynő másodfokú unokatestvére, IV. Iván orosz cár nagynénje és V. István magyar király 7. (generációs) leszármazottja, valamint Wittelsbach Erzsébet magyar királyné 11. generációs felmenője. A Brankovics-ház tagja. Nővére, Brankovics Mária, Tomašević István bosnyák király feleségeként a független Bosznia utolsó királynéja volt.

## Élete
II. Lázár szerb despotának és Palaiologosz Ilona bizánci császári hercegnőnek, az utolsó bizánci császár, XI. Konstantin unokahúgának volt a lánya
Kasztrióta György albán fejedelem (Szkander bég) menye.
Szkander bég fia és utóda az Albán Fejedelemség élén, Kasztrióta János (?–1514) 1468-ban a családjával, a feleségével, Brankovics Irén szerb deszpinával, a gyerekeikkel és híveivel a Nápolyi Királyság területére, I. Ferdinánd nápolyi királynak, Aragóniai Beatrix magyar királyné apjának az udvarába menekült az oszmán-török megszállás miatt, és ott a San Pietro in Galatina hercegi címét nyerték el. Szkander bég dédunokája, Irén azonos keresztnevű unokája, Kasztrióta-Szkanderbég Irén mivel apjának egyetlen törvényes, házasságából született gyermeke volt, San Pietro in Galatina hercegnője és az „albán királyi cím” örököse lett.
A dédunokája, Sanseverino Viktória révén Szkander bég utódai közül kerültek ki leányágon többek között Wittelsbach Erzsébet magyar királyné és a belga királyi ház ma élő tagjai is.

## Gyermekei
- Férjétől, Kasztrióta János  (?–1514) albán fejedelemtől, San Pietro in Galatina 1. hercegétől, 4 gyermek:
  - Konstantin (1477–1500), Isernia püspöke 1498-tól
  - Ferdinánd (?–1561), San Pietro in Galatina hercege, felesége Adriana Acquaviva d’Aragona (?–1568) hercegnő, Belizár (Belisario) (1464–1528), conversanói grófnak a lánya, 1 leány+7 természetes fiú, többek között: 
    - (Házasságából) Irén (1528–1565) albán hercegnő, San Pietro in Galatina hercegnője, férje Sanseverino Péter Antal (1500 körül–1559) bisignanói herceg, 2 gyermek: 
      - Miklós Bernát (1541–1606), Bisignano hercege, felesége Della Rovere Izabella (1554–1619) urbinói hercegnő, 1 fiú+2 természetes leány, összesen 3 gyermek:
        - (házasságából): Sanseverino Ferenc Teodor (1579–1595), Chiaromonte grófja, nem nősült meg, gyermekei nem születtek
        - (házasságon kívüli kapcsolatából): Sanseverino Irén (?–1597), férje Bernardino Milizia, Santa Sofia bárója, gyermekei nem születtek
        - (házasságon kívüli kapcsolatából): Sanseverino Júlia, férje N. N., 1 fiú

      - Viktória, férje II. (Capuai) Ferdinánd (?–1614), Termoli hercege a Nápolyi Királyságban, 1 fiú:
        - Capuai Péter Antal (?–1614 után), Termoli hercege, felesége Frangepán Bernardina della Tolfa (?–1594), 5 gyermek, többek között:
          - Capuai Viktória (1587–1648), férje Pignatelli Ferenc (1580–1645), Bisaccia hercege, 2 fiú, többek között:
            - Pignatelli Ferenc (?–1681), Bisaccia hercege, felesége Chiara del Guidice, 2 gyermek, többek között:
              - Pignatelli Miklós (1658–1719), Bisaccia hercege, felesége Maria Clara Angelica van Egmont (1661–1714), 2 gyermek, többek között:
                - Pignatelli Mária Franciska (1696–1766), Bisaccia hercegnője, férje Ligne-i Lipót Fülöp (1690–1754), Arenberg hercege, 6 gyermek, többek között:
                  - Ligne-i Károly (1721–1778), Arenberg hercege, felesége Marcki Lujza Margit (1730–1820), Schleiden grófnője, 8 gyermek, többek között: 
                    - Ligne-i Lajos (1757–1795) arenbergi herceg, 1. felesége Anne de Mailly-Nesle (1766–1789), Ivry-sur-Seine úrnője, 1 leány, 2. felesége Jelizaveta Boriszovna Sahovszkaja (1773–1796) hercegnő, 1 leány, összesen 2 leány, többek között:
                      - (1. házasságából): Ligne-i Amália (1789–1823) arenbergi hercegnő, férje Wittelsbach Piusz Ágost (1786–1837), herceg Bajorországban, 1 fiú:
                        - Wittelsbach Miksa József (1808–1888), herceg Bajorországban, felesége Mária Ludovika Vilma (1808–1892) bajor királyi hercegnő, 9 gyermek, többek között:
                          - Wittelsbach Erzsébet magyar királyné (1837–1898)
                          - Wittelsbach Károly Tivadar (1839–1909) herceg Bajorországban, 1. felesége Wettin Zsófia (1845–1867) szász királyi hercegnő, 1 leány, 2. felesége Mária Jozefa (1857–1943) portugál királyi hercegnő, 5 gyermek, összesen 6 gyermek, többek között:
                            - (2. házasságából): Wittelsbach Erzsébet (1876–1965), férje I. Albert (1875–1934) belga király, 3 gyermek, többek között:
                              - III. Lipót belga király (1901–1983)

                          - Wittelsbach Mária Zsófia (1841–1925) nápoly–szicíliai királyné, férje II. Ferenc nápoly–szicíliai király (1836–1894), 1 leány+2 természetes gyermek, összesen 3 gyermek

  - Mária (?–1569), férje Carlo Minutolo
  - György (?–1540), felesége Bernardina Coppola, 1 fiú